# Nordijska kombinacija na Zimskih olimpijskih igrah 2006
Olimpijska tekmovanja v nordijski kombinaciji na XX. zimskih olimpijskih igrah so potekala v Pragelatu.

## Medalje
| Mesto | Država   | Zlato | Srebro | Bron | Skupaj |
| ----- | -------- | ----- | ------ | ---- | ------ |
| 1     | Avstrija | 2     | 1      | 0    | 3      |
| 2     | Nemčija  | 1     | 1      | 1    | 3      |
| 3     | Norveška | 0     | 1      | 1    | 2      |
| 4     | Finska   | 0     | 0      | 1    | 1      |

## Posamično (15 km)
| Medalja | Tekmovalec           | Čas     |
| Zlato   | Georg Hettich (NEM)  | 39:44.6 |
| Srebro  | Felix Gottwald (AVT) | 39:54.4 |
| Bron    | Magnus Moan (NOR)    | 40:00.8 |
| ...     |                      |         |
| 40.     | Damjan Vtič (SLO)    | 42:34.9 |

## Ekipno (4 x 5 km)
| Medalja | Ekipa                                                                      | Čas     |
| Zlato   | Avstrija (Michael Gruber, Christoph Bieler, Felix Gottwald, Mario Stecher) | 49:52.6 |
| Srebro  | Nemčija (Björn Kircheisen, Georg Hettich, Ronny Ackermann, Jens Gaiser)    | 50:07.9 |
| Bron    | Finska (Antti Kuisma, Anssi Koivuranta, Jaakko Tallus, Hannu Manninen)     | 50:19.4 |

## Šprint (7.5 km)
| Medalja | Tekmovalec           | Čas     |
| Zlato   | Felix Gottwald (AVT) | 18:29.0 |
| Srebro  | Magnus Moan (NOR)    | 18:34.4 |
| Bron    | Georg Hettich (NEM)  | 18:38.6 |
| ...     |                      |         |
| 34.     | Damjan Vtič (SLO)    | 19:23.9 |